# 댓 싱 유 두
《댓 싱 유 두》(영어: That Thing You Do!)는 1996년에 개봉한 미국의 뮤지컬 코미디 드라마 영화이다.

## 출연진
- 톰 에버렛 스콧 - 가이 "스키치" 패터슨 역
- 리브 타일러 - 페이 돌런 역
- 조너선 셱 - 제임스 "지미" 매팅리 2세 역
- 스티브 잔 - 레너드 "레니"("리오") 헤이즈 역
- 이선 엠브리 - T.B. 플레이어 역
- 톰 행크스 - 에이머스 화이트 씨 역
- 샬리즈 세런 - 티나 파워스 역
- 오바 바바툰데 - 러마 역
- 지어바니 리비시 - 채드 역
- 크리스 엘리스 - 필 호러스 역
- 앨릭스 로코 - 솔 사일러 역
- 빌 코브스 - 델 팩스턴 역
- 피터 스콜라리 - 트로이 체스터필드 역
- 리타 윌슨 - 마거릿 역
- 크리스 아이작 - 밥 삼촌 역
- 케빈 폴랙 - 빅터 "보스 빅 코스" 코슬러비치 역
- 로버트 토티 - 프레디 프레드릭슨 역
- 홈스 오즈번 - 패터슨 씨 역
- 숀 훼일런 - 탤런트 쇼 방해꾼 역
- 클린트 하워드 - KJZZ 디스크자키 역
- 캐슬린 킨몬트 - 코스의 비서 역
- 조너선 데미 - "위켄드 앳 파티 피어" 감독 역
- 트레이시 라이너 - "위켄드 앳 파티 피어" 공동 주연 어니타 역
- 배리 소블 - "위켄드 앳 파티 피어"의 "구프볼" 역
- 폴 피그 - KMPC 디스크자키 역
- 게디 와타나베 - 플레이톤 사진가 역
- 로버트 리질리 - "할리우드 쇼케이스" 아나운서 역
- 마크 매클루어 - "할리우드 쇼케이스" 감독 역
- 브라이언 크랜스턴 - 버질 "거스" 그리섬 역
- 콜린 행크스 - 시티 오브 브로드캐스팅 견습 역

## 우리말 녹음
KBS 성우진 (2001년 7월 15일)
- 김승준 - 패터슨(톰 에버렛 스콧)
- 성완경 - 지미(조너선 셱)
- 오세홍 - 화이트(톰 행크스)
- 김일 - 리오(스티브 잔)
- 김우정 - 베이스(이선 엠브리)
- 은영선 - 페이(리브 타일러)
- 정옥주 - 티나(샬리즈 세런)
- 노민 - 팩스턴(빌 코브스)
- 김승태 - 채드(지어바니 리비시)
- 이장원 - 러마(오바 바바툰데)
- 이윤선 - 아빠(홈스 오즈번)
- 이호인 - 호러스(크리스 엘리스)
- 김관진 - 프레디(로버트 토티)
- 김익태 - 사회자
- 박규웅 - 남자
- 은미 - 달린